# シェションク2世
シェションク2世（Sheshonq IIまたはShoshenq　II、在位：紀元前887? ‐ 885年頃?）は古代エジプト第22王朝のファラオ。即位名は「力強きラーの出現」を意味するセケムケペルラー。。

## 概要
オソルコン1世の後継者と目されるが、統治の実態は不明瞭である。王自身の手による記念碑などが残されておらず、おそらく、即位してから数年程度で没したと見られている。

## 王墓
政治的には極めて影の薄い王であるものの、シェションク2世は第22王朝で唯一、未盗掘の状態で王墓が残されていた。そのため、考古学的には極めて重大な発掘例として知られている。
1939年、フランスのエジプト学者ピエール・モンテ（Pierre Montet）率いる調査隊はタニスの墓を調査し、そこにシェションク2世を含むタニスの王たちが眠っているのを発見した。
シェションク2世の遺体は墓の前室に多数の副葬品と共に安置されており、銀製の棺に入れられていた。棺は1939年3月、エジプト国王ファールーク1世立会いの下、開封された。湿地帯というタニスの地理的条件のため、中のミイラは著しく損傷していたものの、多くの装飾品を身に着けており、ミイラに被せられていた黄金のマスクの一部が損壊を免れ残っていた。
王墓からはシェションク2世以外にも、本来の被葬者であるプスセンネス1世やその息子のアメンエムオペト、王妃のムトネジュメトらのミイラと副葬品も、埋葬された当時の状態のままで発見され、これらの遺物はタニスの至宝と総称される。

## 生い立ち
オソルコン1世は治世中、息子シェションクをアメンの大司祭の位を与えてテーベの統治にあたらせている。この人物は父よりも先に死去しているが、リビア王家では伝統的に兄弟のいずれかが祖父と同じ名前を相続しているため、このシェションクがセケムケペルラーとして父王の共同統治者になったと考えるのは一見、自然な事のように思える。
しかし、タニスの王墓からは二人の関係を示す副葬品等は見つかっていない。シェションク2世が実際にオソルコン1世の息子で、父王の治世中に埋葬が行われたとすれば、これは極めて不自然な状況と言える。また、大司祭シェションクの息子とされるハルシエセは「大司祭の息子」という称号でしか呼ばれていない。このように、幾つかの証拠から、シェションク2世がオソルコン1世の息子であるとする説には強い反証の可能性が存在する。
一方で、王墓の副葬品の中には「メシュウェシュの大首長」やヘジュケペルラー・セテプエンラー等、シェションク1世の称号が刻印されたものが散見される 。これはシェションク2世が同1世の息子で、オソルコン1世の兄弟だったことを示している可能性がある
。
遺骨の鑑定結果から、シェションク2世は50代の半ば頃に死亡した事が判明しているため、30年以上在位した兄弟の後継者として即位することも不可能なことではないと言える。
また、副葬品の殆どにシェションク2世自身の即位名が刻印されていた事を鑑みると、王は単独の統治者だった可能性が高い。人型棺にエジプトで希少な銀が使われているのも、シェションク2世が父兄を補佐する摂政ではなく、相応の権力を持った王であった事の象徴であると言える。
このように、シェションク2世の出自を巡っては大きな不確実性が存在している。